# Liya Kebede
Liya Kebede (Adís Abeba, Etiopía, 3 de enero de 1978) es una modelo y actriz etíope.

## Carrera como modelo
Fue descubierta cuando iba al Lycée Guebre Mariam y consiguió un contrato con un agente francés. Después de terminar el bachiller se mudó a Francia y poco más tarde a Nueva York. Su lanzamiento a la fama fue de la mano de Tom Ford, quien la incluyera en su colección de moda de otoño/invierno de 2000 para la casa Gucci. Desde entonces fue habitual en los desfiles de Nueva York, París y Milán. Ha sido portada en revistas de moda como Vogue y ha sido imagen de empresas como GAP, Yves Saint Laurent, Victoria's Secret, Emanuel Ungaro, Louis Vuitton, Tommy Hilfiger, Revlon, Dolce & Gabbana, H&M o Escada. En 2003 se convirtió en la primera mujer de color imagen de Estée Lauder, con unos ingresos de 3 millones de dólares.
En 2017, protagonizó la compaña de Calvin Klein Eternity con Jake Gyllenhaal.

## Carrera como actriz
Kebede tuvo papeles secundarios en las películas El buen pastor, El señor de la guerra y El capital de Costa Gavras. En la película Flor del desierto (2009) actuó en el papel protagonista de Waris Dirie y en 2013 realizó un papel secundario en La mejor oferta de Giuseppe Tornatore.
Desde 2005 se desempeña como embajador de las Naciones Unidas para la Organización Mundial de la Salud.
Liya Kebede está casada desde 2000 con el mánager de hedge fonds Kassy Kebede, con quien tiene dos hijos (nacidos en 2001 y 2005).